# Phil Shulman
Philip Arthur „Phil“ Shulman (* 27. August 1937 in Glasgow, Schottland) ist ein Musiker. Er war neben seinen Brüdern Derek und Ray zwischen 1966 und 1970 in der Psychedelic-Rock-Band Simon Dupree and the Big Sound sowie zwischen 1970 und 1972 Mitglied der Progressive-Rock-Band Gentle Giant.
Wie seine Brüder ist Shulman Multiinstrumentalist. Neben dem Gesang spielte er Saxophon, Trompete, Klarinette, Blockflöte und Schlagzeug.
Phil Shulman ist der Älteste der Shulman-Brüder und produzierte zusammen mit den anderen Mitgliedern von Gentle Giant die ersten vier Alben Gentle Giant, Acquiring the Taste, Three Friends und Octopus. Phil Shulman war einer der Hauptkomponisten der Band.
Später betrieb Phil Shulman zusammen mit seiner Frau einen Geschenkeladen in der Stoke Road in Gosport. Er lebt heute in Hardway.
Phil Shulman ist verheiratet mit Roberta Botti, mit der er drei Kinder, Calvin, Adele und Damon hat.